# Пятигорье

Область Пятигорье на карте южной части Московии (фрагмент, неизвестный голландский гравёр, 1638 год).

Пятигорье — историческая область на Северном Кавказе, её локализация в современной научной литературе является предметом дискуссий и сводится к нескольким значениям:
1. Территория, прилегающая к горе Бештау (в узком, строгом смысле).
 …а также реже встречающиеся широкотрактующиеся понятия:
2. Территория, охватывающая область расселения пятигорских черкас — по четырём левым притокам Терека (Малка, Баксан, Чегем и Черек).
3. У некоторых европейских авторов — вся территория расселения адыгских племён и народностей — от Чёрного до Каспийского морей.

## Название
Название происходит от высшей точки — пятиглавой горы Бештау, а также от расположенных в самом центре региона пяти основных гор, образующих [на карте соединёнными линиями] как бы ковш подобный Большой Медведице (см. также пятигорскую г. Машук).

О районе Пятигорья существует горская легенда. Когда-то здесь на бескрайней равнине жили бесстрашные воины-богатыри — нарты. Жизнь их проходила в бесконечных набегах и сражениях. Предводитель нартов князь Эльбрус имел единственного сына — храброго джигита Бештау (Тау). Однажды повстречал Бештау красавицу Машуку, идущую с кувшином за водой. Улыбнулась Машука молодому князю и вспыхнула между ними любовь. Попросил Бештау у отца разрешения на свадьбу и получил его. Но увидев невесту сына, Эльбрус без памяти влюбился в неё. Задумав коварный план, отправил он Бештау в дальний и опасный набег. Сам же тотчас объявил о своей скорой свадьбе с красавицей Машукой. До свадьбы заточил Машуку в саклю и надел ей на палец обручальное кольцо. Но за день до свадьбы поздним вечером вернулся в родной аул с богатой добычей Бештау и узнал о коварстве отца. С помощью верных джигитов он выкрал Машуку и решил бежать с ней на север. По дороге Машука сбросила ненавистное кольцо. Наутро, узнав о бегстве, разъярённый Эльбрус собрал самых сильных воинов, бросился в погоню и скоро настиг беглецов. В неравной схватке были убиты молодые джигиты, охранявшие Бештау, а сам молодой князь сошёлся один на один с отцом и нанёс страшный [рассекающий] удар мечом по голове Эльбруса (или в иной версии — по серебристо-стальному шлёму). Но собрал все силы седовласый князь и рассёк сына на пять частей. Машука, склонившаяся над упавшим замертво любимым, выхватила его кинжал, вонзила его себе в сердце и отбросила…

Темнеет Провалом рана Машуки, и льётся целебными ключами её кровь.

## Локализация
В XVI—XVII веках среди русскоговорящего населения и в документах Русского царства использовался экзоэтноним пятигорские черкасы, который кроме прочего, также мог означать и некую кабардинскую этногруппу, область расселения которой какое-то время находилась в Пятигорье. Согласно советскому кавказоведу Е. Н. Кушевой, название среди русских эта этногруппа получила именно от имени местности — Пятигорье. В «Книге Большому Чертежу» (описание карты Русского и соседних государств периода конца XVI — начала XVII веков) дана следующая локализация «земли Пятигорских черкас» соответствующая Пятигорью:

«А в реку в Белую [участок Малки от Прохладного до устья?] пала река Черем [Черек]; а ниже Черем реки 20 верст река Баксан Меньшои [Чегем].

А ниже другая река Баксан Середнеи [Баксан], 20 верст.

А ниже Баксана реки река Палк [Малка до Прохладного?] 20 верст; а сошлися те 4 реки все в одно место и от того потекла одна река Белая; а по тем рекам земля Пятигорских Черкас.

А протоку тех рек с верху до Терка [Терек] 90 верст; по тем рекам Пятигорские черкасы» (лл. 65 об., 66).
— «Книга Большому Чертежу» (1627 год)

## История
"Гора Бештау (у Русских: Пятигорье; Греков: Пентаполис) есть древняя родина Пятигорских Черкес, нынешних Кабардинцев"

Несмотря на то, что этноним «пятигорские черкасы» собственно адыгами не использовался, название области — «Пять гор», в источниках, исходивших от адыгов или записанных с их слов, упоминалось часто. В своей работе «Народы Северного Кавказа и их связи с Россией» она высказывает предположение, что европейские авторы, например польский посол в Крыму Мартин Броневский, также называли этим экзоэтнонимом все адыгские народности. Указывая границы Пятигорской области в «Описании Татарии» («Tartariae descriptio»), М. Броневский обозначает их от Таманской крепости до Каспийского моря — таким образом охватывая весь ареал проживания адыгов. Однако в его тексте имеются и некоторые противоречия этой гипотезе — он отделяет народность черкесов от пятигорцев, периодически перечисляя их отдельно друг от друга.

## Горы
Пятигорские вулканы особенные. Их можно назвать "неудавшимися вулканами", так как раскаленная магма у многих из этих гор, поднимаясь из земных недр, не смогла пробить толщи вышележащих горных пород и лишь приподняла их над окружающей местностью в виде высоких куполов. Земная кора не позволила пятигорским вулканам сделаться настоящими вулканами, извергающими лаву, пепел, раскаленные бомбы и горячие газы. Такие недоразвитые вулканы называют лакколитами.
1. Кокуртлы. 2. Кинжал. 3. Лысая. 4. Змейка. 5. Бык. 6. Верблюд. 7. Машук. 8. Развалка. 9. Железная. 10. Бештау. 11. Медовая. 12. Шелудивая. 13. Золотой курган. 14. Юца. 15. Джуца. 16. Тупая. 17. Острая